# مک‌کوی تاینر
آلفرد مک‌کوی تاینر (به انگلیسی: McCoy Tyner) (متولد ۱۱ دسامبر ۱۹۳۸ – درگذشته ۶ مارس ۲۰۲۰) پیانیست سبک جاز بود که عموماً به عنوان عضو کوارتت جان کولترین شناخته می‌شود. بعد از جدا شدن از گروه کولترین به دلیل سبکی جدید و آزادی که گروه کولترین در پیش گرفته بود، او به ضبط تعداد زیادی آلبوم مؤثر پرداخت. در دهه‌های ۷۰ و ۸۰ از معدود کسانی بود که نه در سبک فیوژن و نه در سبک فری جز می‌نواخت اما کارهای خلاق، زنده و مورد توجهی ارائه می‌داد.
او که در جوانی مسلمان سنی بوده است امروزه خود را پیرو هیچ مذهب خاصی نمی‌دانست∗.